# L'Anneau unique
L'Anneau unique est un jeu de rôle sur table se déroulant dans la Terre du Milieu de JRR Tolkien, situé à l'époque entre Le Hobbit et Le Seigneur des anneaux.
Conçu par Francesco Nepitello et Marco Maggi, le jeu a été initialement publié par l'éditeur irlandais Cubicle 7 à partir de 2011 et jusqu'en 2019.
La deuxième édition, conçu par les mêmes auteurs, est publiée par l'éditeur suédois Free League Publishing à la suite d'un financement participatif en 2020.

## Histoire

### Première édition
Le jeu a été publié pour la première fois en 2011 sous le titre The One Ring: Adventures over the Edge of the Wild. Ce livre de la première édition (plus exactement deux livrets dans un étui en carton) et la majorité des produits ultérieurs supportaient le jeu dans la partie de la région de Rhovanion connue sous le nom de The Wild, le décor des parties ultérieures du Hobbit à l'est des Montagnes brumeuses. Cela était dû au projet de publier deux autres livres à venir traitant d'autres régions, pays et royaumes de la Terre du Milieu, mais au lieu de poursuivre l'idée de publier deux autres livres, une édition révisée a été publiée à l'été 2014, qui a vu le coffret original en deux volumes combiné en une seule édition cartonnée. Cette version a été considérablement rééditée et remaniée, avec des errata et des clarifications ajoutées. Cubicle 7 a également publié un « document de clarifications et d'amendements » en même temps, pour soutenir les propriétaires de l'édition précédente. À partir de la réédition de 2014, le nom a été changé de The One Ring: Adventures Over the Edge of the Wild à The One Ring Roleplaying Game.
Lors de la première édition, le jeu de base et certains des suppléments ont été publiés en anglais, français, allemand, italien et espagnol. Une deuxième édition de The One Ring est annoncée mais jamais publiée par Cubicle 7,. En 2019, la société rencontre un problème contractuel l'empêchant de produire le jeu et le 27 novembre 2019, elle annonce qu'elle cesserait de publier à la fois The One Ring et Adventures in Middle-earth.

### Deuxième édition
La licence est acquise en 2020 par Free League Publishing. Le 9 mars 2020, Free League Publishing annonce qu'elle publierait une deuxième édition du jeu avec Francesco Nepitello et Marco Maggi en tant qu'auteurs et concepteurs principaux. Le 27 septembre 2020, Nepitello, interrogé par Free League Publishing, annonce que la deuxième édition se déroule dans la région de l'Eriador de la Terre du Milieu. La deuxième édition est initialement publiée par l'intermédiaire du site de financement participatif Kickstarter et comprend une boîte d'initiation ayant pour cadre la région de la Comté. Le jeu est ensuite accessible à tous par les canaux de distributions habituels.

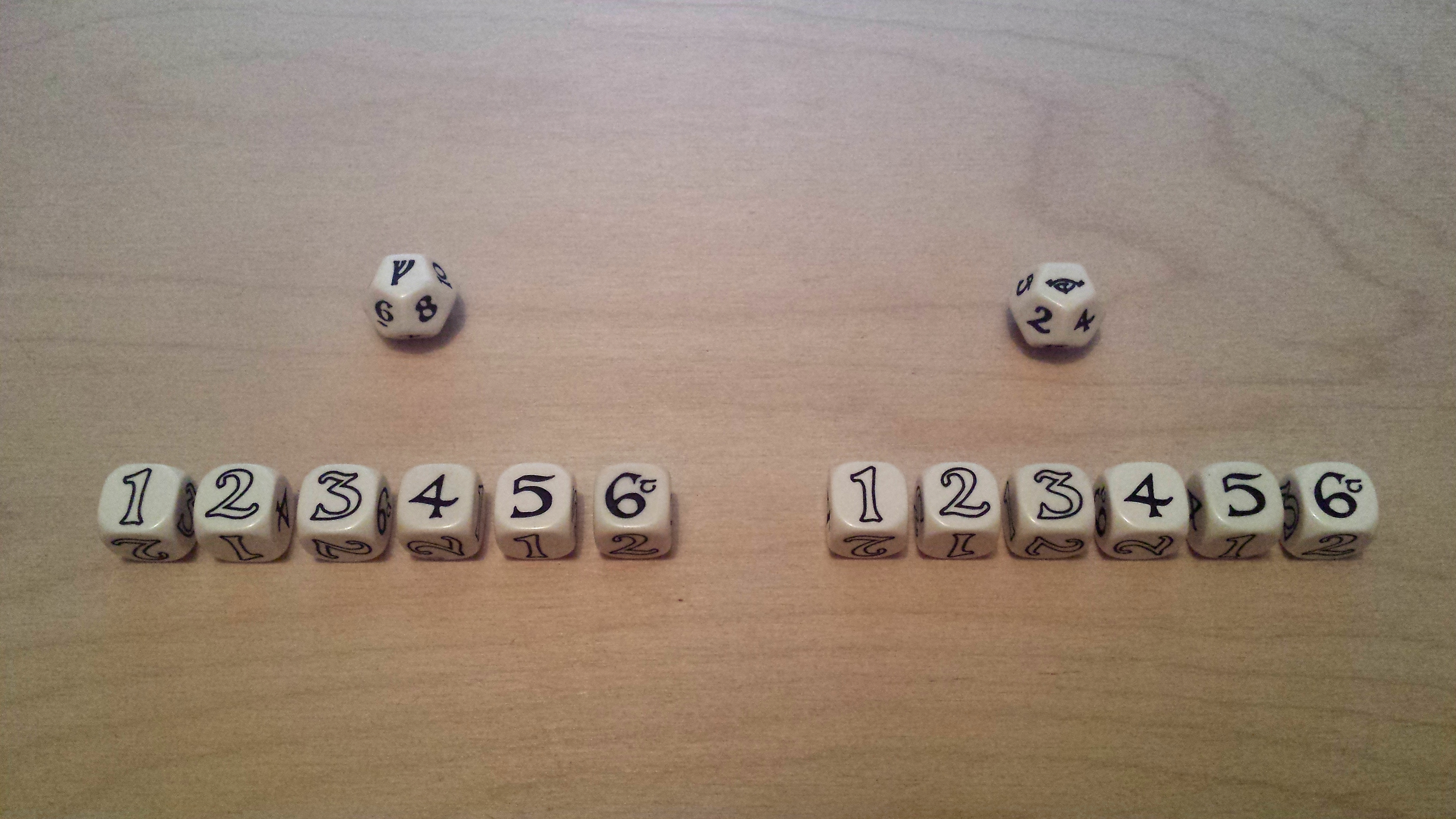
Deux ensembles de dés The One Ring, avec toutes les runes visibles.

## Système de jeu
Les jeux de L'Anneau unique sont divisés en deux phases : la phase d'aventure et la phase de communauté. Dans une phase d'aventure, une compagnie d'aventuriers part de chez elle et se rend dans la nature, à la recherche d'aventures ; tandis que la phase de communauté offre aux héros la possibilité de se reposer et de récupérer, de pratiquer leurs compétences ou de poursuivre une noble entreprise.
Le jeu utilise un ensemble spécial de dés : le dé du destin à douze faces, qui est marqué des chiffres 1 à 10, ainsi que deux symboles spéciaux, la rune de Gandalf et l'Œil de Sauron, et un dé à six faces. Dé de maîtrise, qui est numéroté de 1 à 6, avec une rune Tengwar sur le 6. Un d12 et un d6 réguliers peuvent être remplacés.
Lorsqu'un jet est effectué, il se compose du dé du destin plus un nombre de dés de maîtrise égal à la compétence utilisée. La somme est comparée au nombre cible de l'action (généralement 14).
Ce qui distingue le jeu d'autres jeu de rôle fantastiques et d'aventure, c'est la prise en compte des difficultés liées aux voyages pendant une durée indéterminée. Les règles de voyages à travers les terres sauvages impliquent un mécanisme d'attrition facile à jouer, faisant de ces voyages un défi en soi. Les conséquences des évènements se traduisent généralement par des défis pour un « rôle » donné dans un groupe d'aventuriers, les rôles suggérés pris par des personnages joueurs spécifiques au début du voyage étant ceux d'éclaireur, de guide, de guetteur et de chasseur.
En parallèle du système de jeu propre, il existe une déclinaison du jeu, nommé Aventures en Terre du Milieu qui reprend le système de jeu, mais l'adapte à la cinquième édition de Donjons & Dragons.

## Sorties de la première édition
- Lore-master's Screen and Lake-town Supplement contient un écran de jeu avec des tableaux de référence d'un côté et la représentation d'Esgaroth par Jon Hodgson de l'autre. Il contient également le supplément Lake-town, y compris la culture héroïque Men of the Lake.
- Tales from Wilderland contient sept aventures prêtes à jouer qui peuvent être jouées seules ou ensemble pour former une campagne.
- The Heart of the Wild est le cadre supplémentaire de Wilderland, comprenant les rives de l' Anduin, les contreforts des Misty Mountains et Mirkwood. Il contient des descriptions des régions, de nouveaux personnages et des monstres.
- The Darkening of Mirkwood est un volume complémentaire de The Heart of the Wild, utilisant le matériel de ce supplément pour former une campagne épique de 30 ans.
- Rivendell est le premier supplément à être installé en dehors de Wilderland. Il couvre l'Eriador oriental, Rivendell lui-même et les anciens royaumes d'Arnor et d'Angmar. Il comprend également des règles pour les Rangers du Nord et les Hauts Elfes de Fondcombe. Ce supplément élargit également le territoire original décrit dans le premier tirage de la première édition, « couvrant non seulement Rivendell lui-même, mais Angmar, Fornost, Mount Gram, Tharbad et partout entre les deux[12]. »
- Ruins of the North est un volume compagnon de Fondcombe. Il comprend six aventures prêtes à jouer qui peuvent être jouées seules ou ensemble pour former une campagne.
- Hobbit Tales from the Green Dragon Inn est un jeu de cartes de narration autonome qui comprend également des règles d'utilisation des cartes dans The One Ring Roleplaying Game. La production et les ventes ont cessé.
- Chevaux-seigneurs du Rohan est le supplément décrivant le royaume du Rohan, son histoire, ses terres, et les gens qui y vivent. Il comprend des règles pour le personnage du joueur Riders of Rohan et les hillfolk de Dunland.
- Erebor: la montagne solitaire détaille le royaume sous la montagne, y compris son histoire, son artisanat, son environnement et ses habitants. Des règles sont incluses pour que les personnages puissent jouer aux Nains des Collines de Fer et aux Nains des Montagnes Grises, ainsi que des règles pour que les MJ créent des dragons.
- Journeys and Maps est une collection de 4 cartes affiches recto-verso, ainsi qu'un livret de 32 pages ajoutant plus d'options à la phase Journey, et un index des lieux de la Terre du Milieu.
- Adventurer's Companion est le supplément de support ou d'extension, élargissant le système de jeu en introduisant cinq nouvelles cultures et des règles optionnelles pour les joueurs.
- Bree est un mini-guide de région et un supplément d'aventure car il contient trois aventures situées à proximité de la Comté en Eriador.
- Oaths of the Riddermark est un volume complémentaire à Horse-lords of Rohan. Il comprend de nouvelles aventures se déroulant dans et autour de la région du Rohan. La plupart d'entre eux sont conçus pour être une campagne.
- The Laughter of Dragons est le dernier supplément de la première édition, un volume complémentaire à Erebor : la montagne solitaire. Il comprend de nouvelles aventures autour de la montagne solitaire.

## Sorties de la deuxième édition
La traduction française de la deuxième édition est développée par Edge Studio.
- L'Anneau Unique, deuxième édition contient des règles révisées pour jouer, incluant aussi les adversaires et les traditions sur la région de l'Eriador[13].
- L'Anneau Unique - Boîte d'initiation est un coffret d'introduction qui comprend des règles de démarrage, des personnages prégénérés, des dés, des aides au jeu de rôle telles que des cartes et des cartes, un ensemble d'aventures d'introduction et un guide régional de la Comté[13].
- L'écran du Gardien des Légendes édité en français en mars 2023 est illustré d'un côté et de l'autre présente des tableaux de référence pour le Gardien des Légendes, nom donné dans les ouvrages au meneur de jeu. Un livret présente Fondcombe avec une carte et certains de ses habitants.
- Les Ruines du royaume perdu est un recueil d'aventures qui comprend des traditions couvrant l'ancien royaume d'Arnor autour de la cité de Tharbad, une campagne et douze lieux à utiliser de manière modulaire dans les campagnes[14].
- Récits des Terres Solitaires, publiée en français en septembre 2024, propose six aventures pouvant être jouées séparément ou combinées en une campagne vers les terres glaciales du nord.
- Moria - Through the doors of Durin est disponible en anglais depuis août 2024.
- Realms of the Three Rings est disponible en anglais depuis avril 2025. Le Lindon, Rivendell et la Lothlorien y sont décrits ainsi qu'une douzaine de lieux propices à des aventures. La création d'un seigneur elfe est présentée pour jouer en solo.

## Prix

### Première édition
- 2012 : Golden Geek - Meilleur art et présentation[15]
- 2012 : Gold ENnie Award - Meilleur art (intérieur)[16]
- 2012 : Silver ENnie Award - Meilleur produit gratuit[16]
- 2012 : Silver ENnie Award - Meilleures valeurs de production[16]
- 2012 : Best of Show du meilleur jeu de rôle[17]
- 2012 : Nommé aux Origins Award - Meilleur jeu de rôle[18]
- 2013 : ENnie Award Nommé - Meilleur accessoire pour The Loremaster's Screen et Laketown Book[19]
- 2015 : ENnie Award Nommé - Meilleur accessoire pour The Darkening of Mirkwood[20]
- 2015 : ENnie Award Nommé - Meilleur accessoire pour Hobbit Tales[20]

### Deuxième édition
- 2022 : Gold ENnie Award - Meilleur art (intérieur)[21].
- 2024 : Graal d'or - Meilleure réédition[22].